# Chitralia
Chitralia là một chi bướm ngày thuộc họ Bướm nâu.